# Espostoa melanostele
Espostoa melanostele là một loài thực vật có hoa trong họ Cactaceae. Loài này được (Vaupel) Borg mô tả khoa học đầu tiên năm 1937.

## Hình ảnh

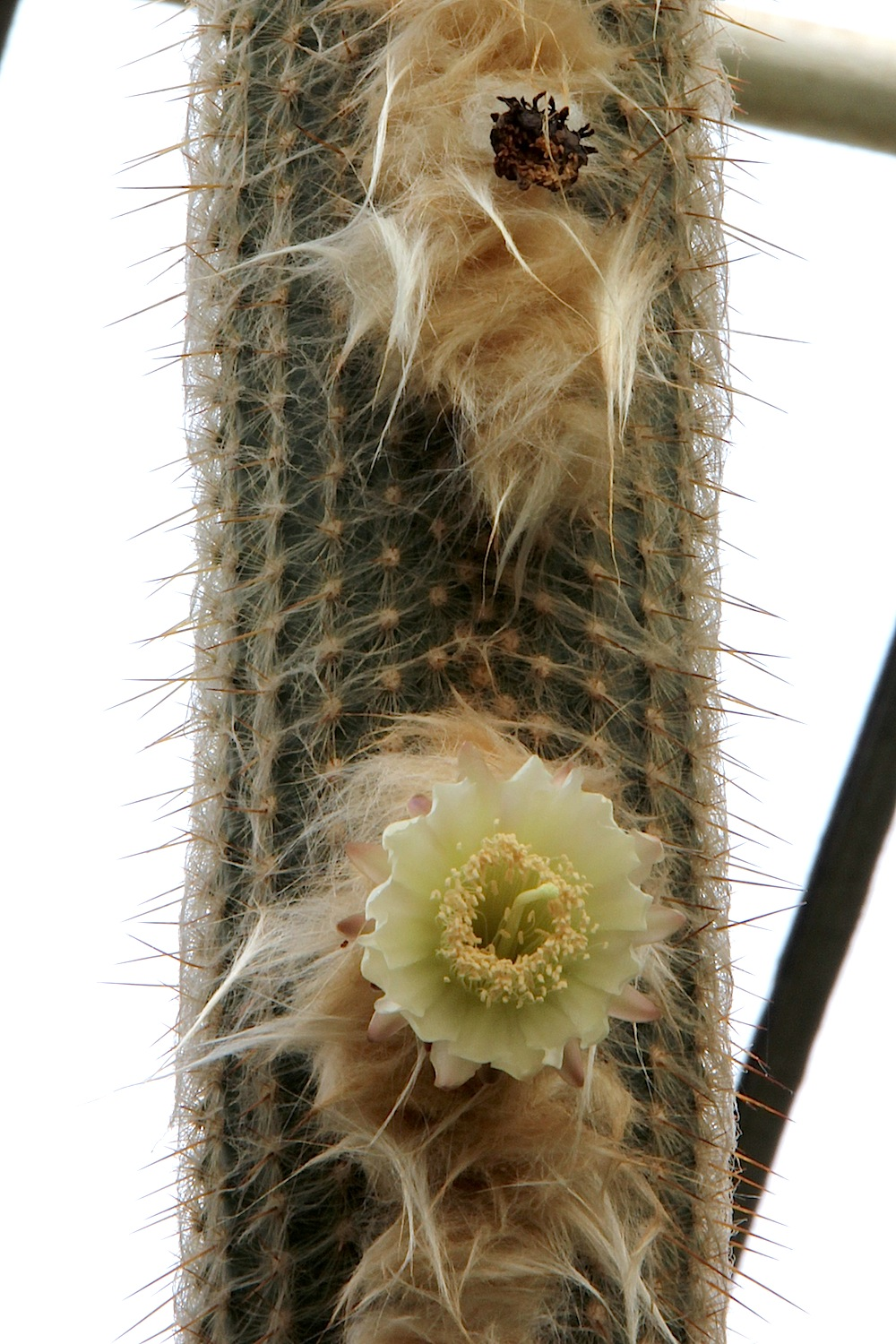
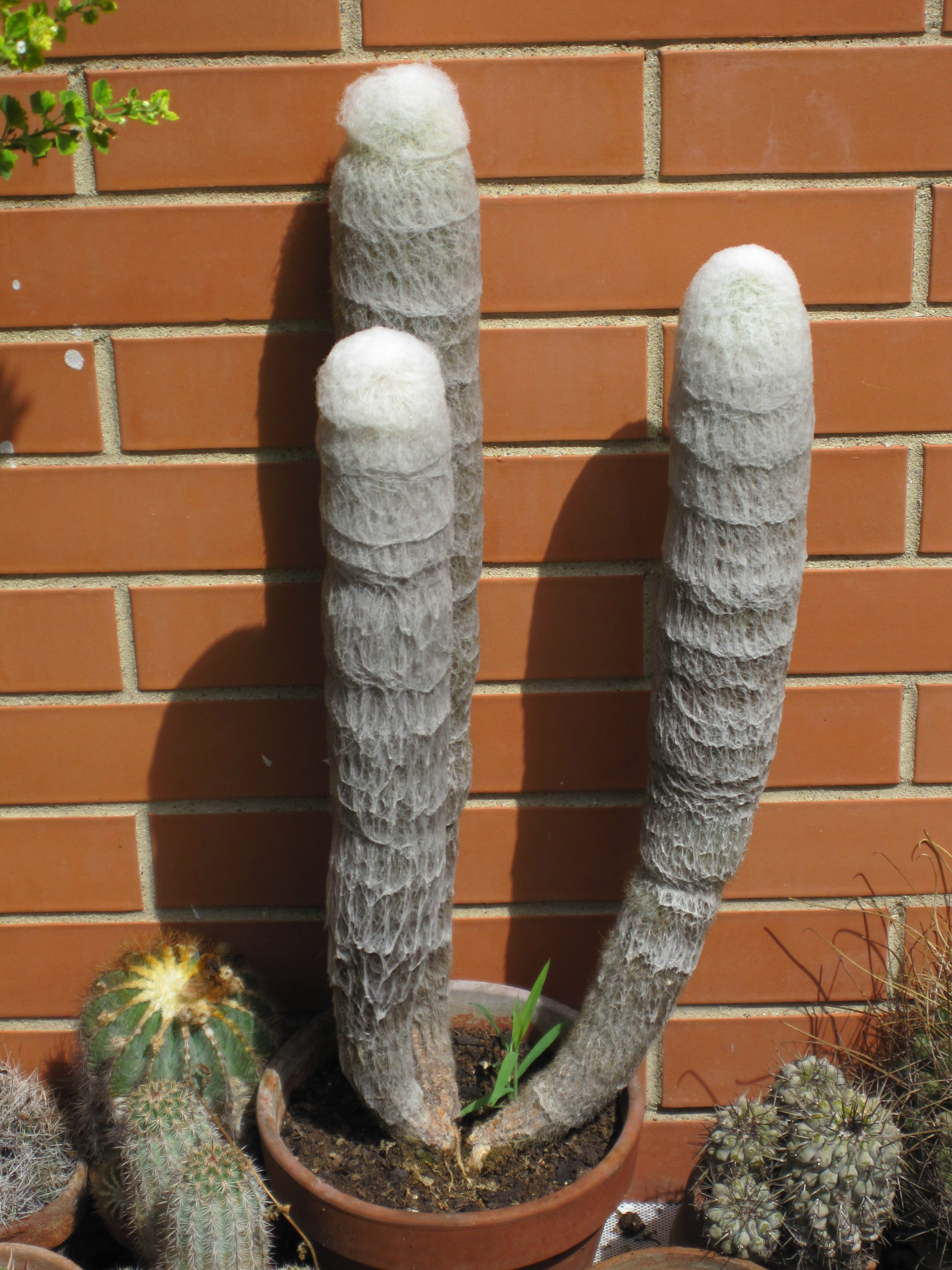
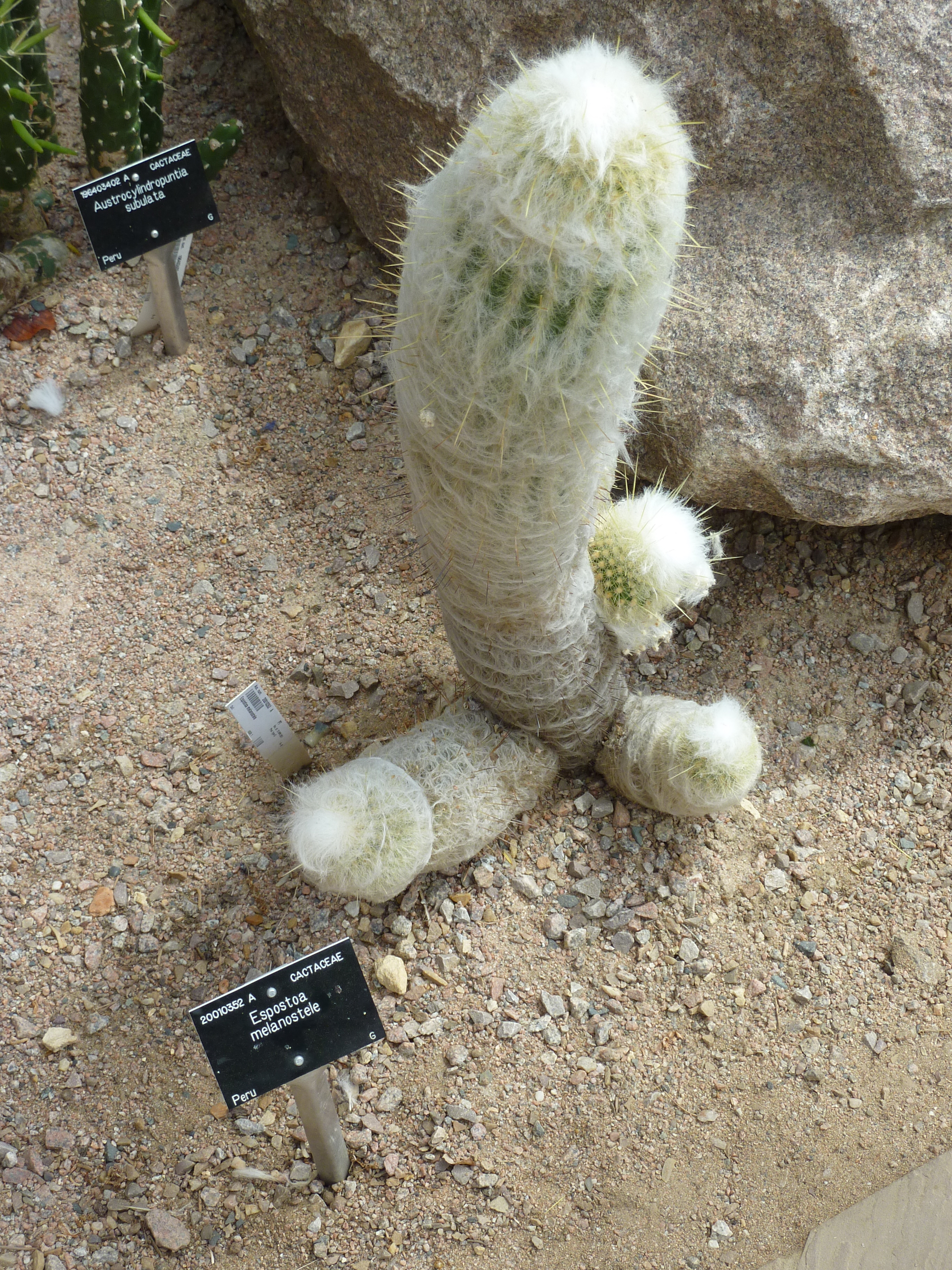
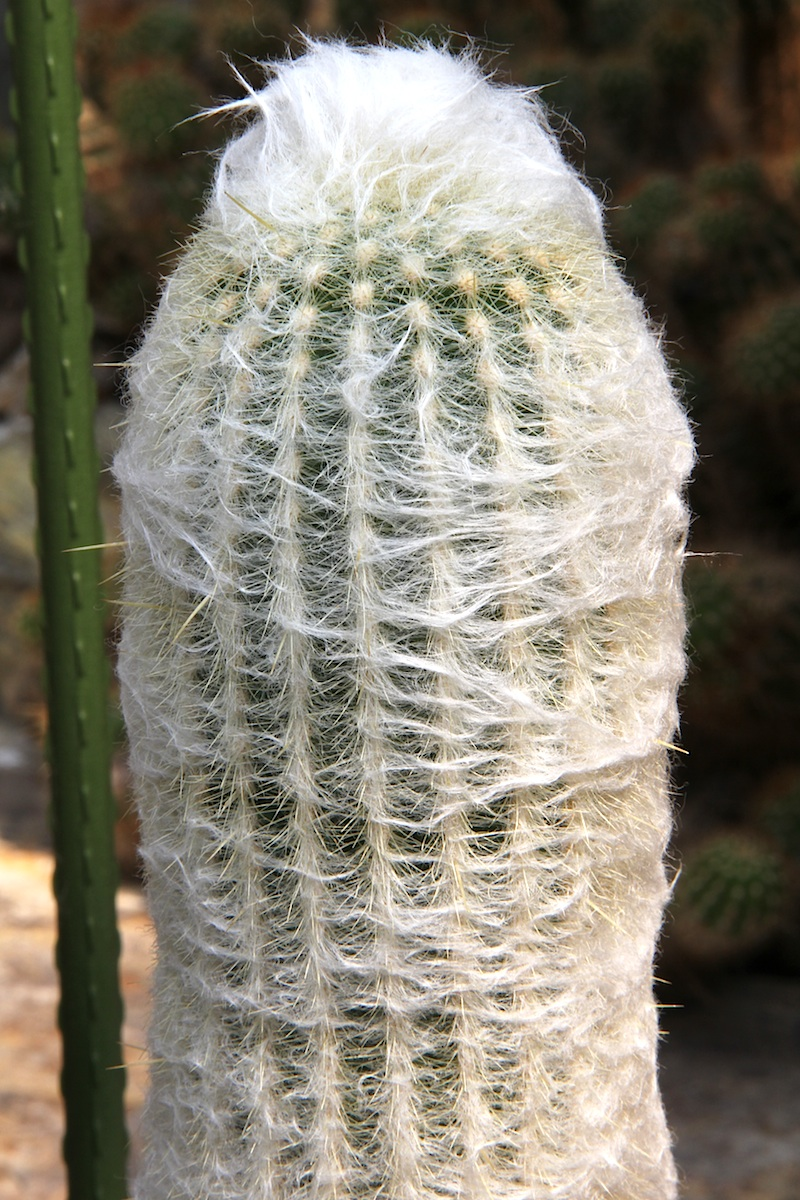